# Тургунда
Тургунда — река в России, протекает по Усть-Коксинскому району Республики Алтай. Устье реки находится в 408 км по левому берегу реки Катунь. Длина реки составляет 18 км.
От алт. Тӧргӱндӱ (Тургунда) — имеющий перелесок, небольшие заросли островками.

## Данные водного реестра
По данным государственного водного реестра России относится к Верхнеобскому бассейновому округу, водохозяйственный участок реки — Катунь, речной подбассейн реки — Бия и Катунь. Речной бассейн реки — (Верхняя) Обь до впадения Иртыша.